# Атена (Marvel Comics)
Ате́на (англ. Thena, [əˈθiːnə]) — вигадане божество з коміксів американського видавництва Marvel Comics. Вона заснована на однойменній грецькій богині.

## Історія публікації
Атена вперше з’явилася в The Mighty Thor #164 (травень 1969 року) і була адаптована з грецької мітології письменником Стеном Лі та художником Джеком Кірбі.

## Вигадана біографія
Атена — дочка Зевса та Метіди, яка повністю виросла з чола свого батька після того, як Зевс пожер Метіду в надії уникнути дитини чоловічої статі, яка стане його наступником, як у нього був батько. Вона зайняла місце богині мудрості, війни та героїчних подвигів в олімпійському пантеоні. Її супутницю сіру сову звуть Паллада, що є посиланням на її власне ім’я.
У своїй першій появі Атена стояла поруч із Зевсом, коли він заборонив Плутону втручатися на Землю. Потім вона спостерігала пізній конфлікт Плутона з Зевсом. Пізніше Атена супроводжувала Зевса на зустріч з Одіном, який попросив допомоги Олімпійця протистояти Вічним. У результаті, вона брала участь в нападі на рідне місто Вічних Олімпії, і боролася зі своєю побратимою серед Вічних, Теною, до якої вона виявляє величезну неприязнь.
Пізніше Атена боролася з Тором, коли Зевс переконав її, що Месники були ворогами Олімпу. Битва закінчилася, коли Тор врятував її з басейну розплавленого металу в майстерні Гефеста, і вона зрозуміла, що Тор не був її ворогом. Атена, Гефест і Венера пішли з Месниками, щоб зцілити пораненого Геракла, але Зевс був біля його ліжка і підірвав їх усіх блискавкою. Тоді Зевс заборонив Атені та всім олімпійцям втручатися в Землю.
У наш час Атена несе відповідальність за те, що Егіда отримала свої надлюдські сили, подарувавши їй нагрудник Егіди.
Пізніше Атена боролася з Плутоном, а потім зустрілася з іншими олімпійськими богами, щоб обговорити їх неприязнь до жорстокости Ареса. Коли на Олімп тоді вторглися демони Мікабоші, Атена боролася за Олімп і шукала стратегію на полі бою в Ареса. Атена приєдналася до олімпійців у битві проти сил Мікабоші і перемогла за допомогою доброзичливих богів сходу.
Далі вона з’явилася в The Incredible Hercules, запропонувавши притулок Геркулесу та Амадею Чо у своєму маєтку у Вермонті та попередивши Геракла про Ареса та про потенціал Амадея стати добрим чи злим. Після того, як Геракл і Амадей врешті добираються до її маєтку, вона попереджає їх про загрозу таємного вторгнення і відвозить їх до Сан-Франциско, щоб скликати збори різних пантеонів Землі в тіні Сновидіння, щоб обговорити цю загрозу.
У минулому її прозорливість передбачила народження Амадея Чо та події світової війни Галка, передбачивши, що поки ще молодий Геркулес стане силою добра, Амадей завжди буде її чемпіоном, пророкуючи Новий час і його остаточний вибір стати силою добра як самого себе, так і її та Геракла. Таким чином вона прийняла його як свого помічника.

### Група Олімп
Тим часом Гера і Плутон заволоділи Групою Олімп, сучасним центром влади олімпійців, через успадковані акції Зевса і викупивши Посейдона, і вирішили, що компанія має нову головну мету: смерть Атени і Геркулеса. У рамках свого генерального плану Гера вбиває Егіду, героя, якого любить Атена. Використовуючи його тіло як приманку, вона заманює Атену, Амадея і Геракла в пастку. Серед свити Гери є Дельфіна Горгона, яка хоче вбити Атену в помсту за те, що вона прокляла оригінальних Горгон. Атена формулює новий план протидії Гері, і герої втікають у розпал битви між силами Гери та Темними Месниками.
Коли вони прибули в Атлантік-Сіті, Атена розповіла, що відправляє їх до Аїда, щоб повернути Зевса. Вони досягають успіху, і Зевс відроджується маленьким хлопчиком, хоча і без спогадів, але він все ще має контроль над погодою. Коли Амадей залишає їх, щоб знайти свою сестру, Атена та Геркулес мчаться, щоб сховати Зевса з Могутніми Месниками. Чо тим часом вирушає, щоб розкрити правду про смерть своїх батьків і зникнення сестри, не знаючи, чи варто їй більше довіряти. Згодом він дізнається, що насправді Атена видавала себе за союзника його, колишнього агента ФБР Секстона, щоб допомогти йому в його пригоді, і що вона втрутилася ще раніше, щоб врятувати його життя від спроби вбивства, яка вбила його сім'ю. Виявляється, що Пітагор Дюпрі був першим вибором Атени, щоб стати її чемпіоном, але він відмовився від цієї посади і, відступивши в складну мережу реалій, почав вбивати всіх, хто міг би привести Атену до нього. Чо, зіткнувшись з Дюпрі, знову приєднується до Атени і ділиться з нею інформацією про суперзброю Гери, Континуум.
Атена розкриває Чо, що він є її вибором для того, аби стати Князем Сили, як «герой розуму», на відміну від героя сили, якого представляв Геракл. Крім того, оскільки одночасно не може бути більше одного князя влади, це означає, що Геракл незабаром зустріне свою смерть. Чо клянеться запобігти цьому, навіть коли вони збирають сили, щоб здійснити штурм Нового Олімпу. Атена надає Афродіті інформацію про своїх ворогів, Агентів Атласу, в обмін на те, що вона відволікає Ареса від участі в битві. Використовуючи нагрудник егіди, взятий з Егіди, Гефест виковав шолом, що передає силу голови Медузи, яку Дельфіна використала, щоб перетворити Атену на камінь. Потім Гефест планував створити зліпок її обличчя, щоб помістити його на один зі своїх автоматів, щоб принести з собою в новий всесвіт. Однак вона звільняється від цього смертю Зевса, який передає на неї свій божественний громовержець, потім вона починає називати себе Атеною Пангелленіос. Після того, як Геракл перемагає Тифона в альтернативному всесвіті, створеному машиною Гери, Атена розкриває, що Геракл повинен померти, щоб Чо міг зайняти його місце як Князь Сили, і, зі сльозами кажучи, що вона вважає себе справжньою матір'ю Геракла і що вона годувала його молоком Гери. збільшуючи його силу, вона знищує машину, нібито вбиваючи його. Пізніше Атена відвідує похорон Геракла з Нептуном, Гебою, Аполлоном і Плутоном, представляючи Амадея Чо (чиї власні стосунки з нею були глибоко напруженими через смерть Геракла та її початкову відсутність відвідування його похорону) з пропозицією, щоб він служив як новий керівник їхньої групи Олімпус. Аполлон кидає виклик Атені за лідерство над олімпійцями, ведучи бійку між різними чемпіонами, а Атена та її союзники перемагають. Чо спочатку відхиляє її пропозицію, але приймає, дізнавшись, що Геракла немає в Підземному світі, присягаючись використовувати ресурси Груп, щоб знайти його.
Тепер лідеру олімпійців, Атені показано зустріч з Радою Богів, щоб обговорити нову Героїчну епоху та кого слід вибрати, щоб протистояти прийдешній темряві Мікабоші. Інші Скайфазери пропонують Тора, Залізну Людину та Капітана Америку, але Атена заявляє, що Чо врятує світ. Згодом, після захоплення Валі Галфлінґом штаб-квартири Групи Олімп, Атена сильно ослаблена через придушення Прометейського полум’я, а потім була захоплена людьми Галфлінґа після повернення до Групи Олімп із панічної Ради Богів. Дельфіна Горгона, яка втекла з камери, спершу протистояла Атені, але потім переконалася, що допоможе їй перемогти людей Напівлінга та спробувати знайти Полум’я. Після поразки Чо і Дельфіни над Напівросликом, Полум'я відновлюється новими божественними силами Чо, і Атена повертається до своєї повної сили, звільнена з полону, так само, коли Король Хаосу Амацу-Мікабоші готується вторгнутися на Землю, знищити всі сліди життя в Усесвіті.
Під час сюжетної лінії Війни Хаосу Серсі запитав Геракла, чому мудра Атена не була з ним і Амадеєм. Геракл сказав їй, що Атена намагалася вбити його, і втекла, коли він повернувся на Землю. Після того, як Амацу-Мікабоші знищує царства пантеонів Землі і, здавалося б, поглинає Загін Бога у свою власну порожнечу, до нього з'являється Атена (зі своєю домашньою совою Палладою), кажучи йому зосередитися тільки на Геркулесі і Чо, двох його справжніх загрозах, і що нічого з цього не було б можливо, якби не мудрість його «найбільшого слуги». Атена наполягає Амацу-Мікабоші, що йому знадобиться її допомога в останній битві, щоб знищити Геракла, кажучи йому, що Творіння просто вийде з його порожнечі, навіть якщо він переможе, але Король Хаосу, у свою чергу, поневолить її. Атена жорстоко атакує Геракла з усієї своєї сили, кричачи, що вона вислала його до всесвіту бульбашок Гери Continuum, тому що вона намагалася захистити його від Короля Хаосу, але навіть у смерті Геракл був таким же впертим, як і за життя. Геракл за допомогою Геї та її дочки Пеле знищує і відтворює себе з повною силою Скайбатера, випадково знищуючи Атену одним жестом.
Хоча спільні зусилля Геркулеса, Чо та їхнього загону богів, підтриманих допомогою небагатьох богів Землі, які вижили, не можуть зупинити Амацу-Мікабоші, їм вдається обманом змусити Амацу-Мікабоші повернути реальність бульбашки Континууму назад у Первинну Порожнечу. замість їхнього власного всесвіту, після чого перед Гераклом з'являється начебто відновлена Атена, яка показує, що вона бачила, що могло статися весь час, і що довго вона планувала, щоб її брат став небесним батьком нового і очищеного світу, як «найбільший з людей» і «найбільший з богів». Однак, подолавши її протести, Геракл замість цього жертвує всією своєю божественною силою і безсмертям, щоб скасувати всю шкоду, яку Король Хаосу завдав Творінню, і підняти Олімп на Землі. Оскільки Дельфіна все ще в пастці свого проклятого вигляду, Атена все ще живе навіть після закінчення війни Хаосу, хоча з відновленням високої влади Зевса і Гери вона більше не є Олімпійською Богинею.

## Сили та здібності
Атена — володарка багатьох форм знання. Вона - надзвичайна фехтниця, бойовий стратег і рукопашний бій. Як богиня мудрости, Атена протягом століть приділяла багато часу вивченню та оволодінню багатьма областями знань, включаючи всі галузі нетехнічних наук, мистецтва, літератури та гуманітарних наук. Крім того, як богиня битви, Атена дуже вправно володіє різними формами бою як збройними, так і без зброї, володіючи бойовими навичками, які перевершують навички навіть богів, як її брат Геркулес, але не таких, як Асґард Одін і Тор і є висококомпетентним військовим стратегом, навіть перевершившим свого зведеного брата Ареса, будучи супергенієм навіть серед божеств Землі і володіє ступенем «космічної свідомости», що робить її по суті всезнаючою під час використання, стверджуючи щоб у будь-який момент одночасно запускати в її голові дев’яносто сім планів «врятувати світ». Вона володіє зброєю, яка використовувалася за часів Стародавньої Греції та Риму, включаючи меч, спис і щит (хоча в давнину і в сучасні часи в більшості випадків воліла використовувати лише булаву та круглий щит у бою), і також продемонстрував певний рівень володіння стрільбою з лука та верховою їздою, перебуваючи на Олімпі. Хоча Атена не часто виділяє енергію у вигляді болтів, вона робила це під час бою з Теною під час нападу на Вічних Олімпії, хоча й через свій меч.
Атена володіє звичайними здібностями олімпійських богів, включаючи надлюдську силу, швидкість, спритність, рефлекси та витривалість, нездатність старіти після досягнення повноліття як ознака справжнього безсмертя, імунітет до земних хвороб і шкоди від звичайних засобів, а також регенеруючу здатність, що зцілює. рани швидко, якщо вона дійсно була поранена, хоча вона не може відростити кінцівки. Навіть на Землі вона, здається, все ще володіє силою безсмертя, оскільки пережила потужний вибух, спричинений Пітагором Дюпрі, якого було достатньо, щоб знищити ціле місто, а її фізична міцність і стійкість такі, що Атена куленепробивна, більше стійкі до шкоди, ніж навіть боги, такі як Аполлон і Гермес, і настільки ж, як Арес. Атена значно сильніша, ніж середня олімпійська жінка, і дещо сильніша за середнього олімпійця. Навіть на Землі, після багатьох місяців, Атена продемонструвала, що зберігає певну надлюдську силу, наприклад, кидаючи булаву з такою силою, що вона спричиняє вибух на високотехнологічному літаку атлантів.
Атена володіє значними магічними здібностями як олімпійська богиня. Вона може літати з великою швидкістю, змінювати свій розмір або форму, щоб виглядати як інша людина, тварина або об’єкт, навіть змінюючи колір свого волосся в певних випадках (хоча її здібності до трансмутації були описані як «обмежені»), представляти себе та інші істоти, невидимі для зору смертних (наприклад, коли вона була таємним учасником Троянської війни), створюють ілюзорні образи, оживлюють неживі предмети, контролюють форму і форму предметів або людей (зокрема, вона змінила зовнішній вигляд Трея Роллінза, молодь Нового Воїна, знана як Егіда). Атена також може проєктувати містичні енергетичні стріли, долати відстань між вимірами (а також надавати іншим необмежену можливість переходу в царство Олімпу та з нього, як вона робила з Треєм Роллінсом) і матеріалізувати об'єкти, а також одноразово надавати владу смертному принцу Аргіву. щоб він міг завдати Аресу майже смертельну рану. Атена також наклала постійні прокляття на смертних, наприклад, її чари, які осліпли Тейресія, але також відкрили його вуха для шепоту богів, зробивши його великим пророком, а також наклала заклинання на Арахну, що перетворило її на павук, і наклавши прокляття на Медузу Горгону та всіх її нащадків, які позбавили їх краси і перетворили на чудовиськ, прокляття, яке, очевидно, не може бути зруйновано жодними науковими засобами, як стверджувала Дельфінська Горгона що Горгони безуспішно намагалися десятки разів за минулі тисячоліття, що наштовхнуло їх на думку, що єдиний спосіб скасувати її заклинання — це вбити її або, як виявилося, перетворити Атену на камінь шляхом каналізації сила самої Медузи. Здатність Атени проєктувати містичну енергію вважається однією з найбільших сил, перевершена лише кількома божествами її пантеону, такими як Зевс, Гера, Плутон, Посейдон і Аполлон. Її також супроводжує її священна домашня сова Паллада, яка або сидить у неї на плечі, або вирушає в поле для збору розвідданих.
Хоча вона приєдналася до Геркулеса та Амадея Чо, вона ще не продемонструвала таке широке використання своїх божественних здібностей (можливо, сильно ослаблених на Землі, як у випадку інших олімпійців та більшости асґардців), хоча найчастіше вона використовувала це для зміни з її звичайного смертного одягу в повну бойову броню або переодягнутися під людей (наприклад, агент Секстон), а також викликати її булаву та щит. Вона також показала, що здатна визначити поточне розташування нагрудника Егіди подумки, ніби це була її «власна шкіра», і одного разу зникла в повітрі, мабуть, телепортуючись, після розмови з Амадеусом Чо. Атена також володіє даром передбачення, який вона використала, щоб передбачити майбутнє народження Амадея Чо та його остаточну роль принца Влади, кілька тисячоліть по тому, і здатна за бажанням проєктувати образи такого майбутнього в повітрі, а також здатна брати участь у повітряних боях, коли це необхідно, навіть після багатьох місяців на Землі, як вона продемонструвала під час битви з групою гарпій, демонструючи здатність літати.
Атена володіє джерелом прозорливости, що дозволяє їй бачити в інші виміри, навіть у виміри інопланетних божеств Скруллів, практично недосяжних, без виявлення.
Після смерти Зевса і Гери Атена успадкувала божественний громовержець Зевса і тепер здатна ним володіти, що робить її новим Божеством для решти членів грецького пантеону і цариці Олімпу, підійнявши її владу до набагато більшого масштабу., потенційно на рівні з іншими членами еліти Ради. Відтоді Атена прийняла новий божественний титул Атени Пангелленіос. Відтоді Атена продемонструвала, що здатна легко телепортуватися, відштовхувати тих, хто зібрався в її храмі, навіть самого Тора (при цьому озброєний її Громовержцем), зв’язуватися з іншими на Землі з Небесної Осі Еліти Ради за допомогою проєктуючи своє зображення на екрані, що кричить у повітрі та голосом через плани існування, і, навіть у сильно ослабленому стані після згасання Прометеєвого полум’я, зміг відкрити ворота між Небесною віссю (місце зустрічі Council Elite) та штаб-квартири Olympus Group у вимірі Землі. Її благословення, яке зробило Амадея новим Принцем Сили, також було достатньо потужним, щоб захистити його від удару Короля Хаосу по розумах смертних Землі, використовуючи сили, які він отримав від убитого Кошмару.